# Jorge Manuel Díaz
Jorge Manuel Díaz (Real Sayana, 8 giugno 1966) è un ex calciatore argentino, di ruolo centrocampista.